# Tom Boonen

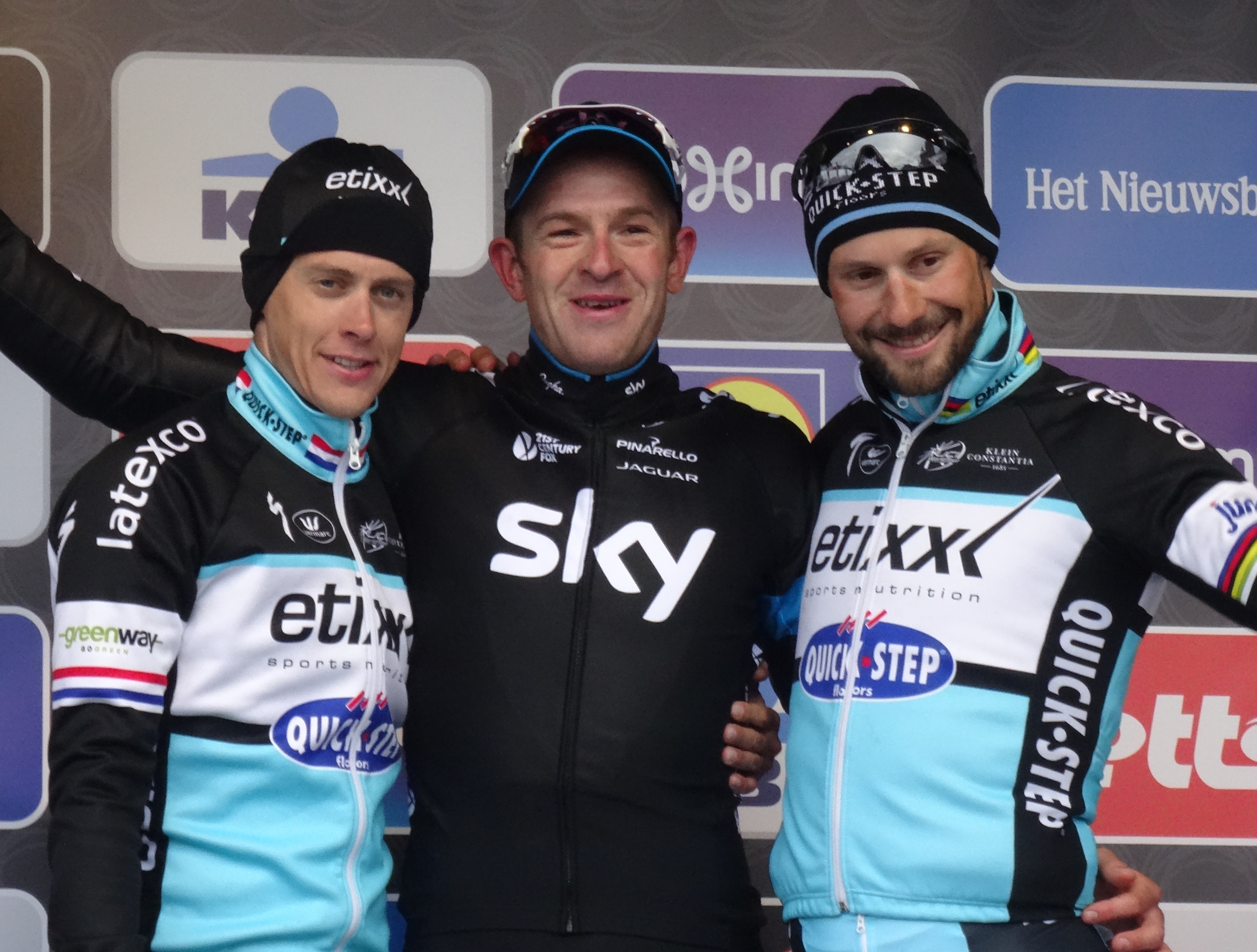
Omloop Het Nieuwsblad 2015 : Niki Terpstra (2), Ian Stannard (1) & Tom Boonen (3).

Tom Boonen (n. 15 de outubro de 1980 em Mol, Bélgica) Foi um ciclista profissional que atuou em competições de ciclismo de estrada, correndo pela Soudal Quick-Step. foi considerado um grande especialista em competições de um só dia. É um dos esportistas mais populares do seu país.
ganhou 3 vezes a Volta à Flanders (2005, 2006 e 2012), quatro vezes a Paris-Roubaix (2005, 2008, 2009 e 2012) e duas vezes a Gent-Wevelgem (2004 e 2012). Com sua 4ª vitória na Paris - Roubaix, igualou o recorde mantido por Roger De Vlaeminck. Também em 2012 se tornou o primeiro ciclista a vencer as 3 clássicas de cobblestones (paralelepípedos) Belgas: E3 Harelbeke, Gent – Wevelgem e a Volta dos Flanders.
Seu maior sucesso foi alcançado em 2005 quando foi campeão do Mundo em Madrid.
A sua mais recente vitória é a camisa verde (pontos) na Volta à França de 2007. Conquistou ainda 2 etapas, perfazendo 6 na Volta à França.
Atualmente, Tom mora em Mónaco. Tem 1,92m e 80 kg. A sua cor preferida é o verde e o seus apelidos são "Tommeke" e "Tornado Tom".
Venceu 4 vezes o Tour do Catar.